# Ковеси (гміна)
Гміна Ковеси (пол. Gmina Kowiesy) — сільська гміна у центральній Польщі. Належить до Скерневицького повіту Лодзинського воєводства.
Станом на 31 грудня 2011 у гміні проживало 2984 особи.

## Площа
Згідно з даними за 2007 рік площа гміни становила 85.63 км², у тому числі:
- орні землі: 73.00%
- ліси: 21.00%

Таким чином, площа гміни становить 11.32% площі повіту.

## Населення
Станом на 31 грудня 2011:
| Опис     | Загалом | Загалом | Чоловіки | Чоловіки | Жінки | Жінки |
| -------- | ------- | ------- | -------- | -------- | ----- | ----- |
| одиниця  | осіб    | %       | осіб     | %        | осіб  | %     |
| все      | 2984    | 100     | 1489     | 49.90    | 1495  | 50.10 |
| міське   | 0       | 100     | 0        |          | 0     |       |
| сільське | 2984    | 100     | 1489     | 49.90    | 1495  | 50.10 |

## Сусідні гміни
Гміна Ковеси межує з такими гмінами: Біла-Равська, Мщонув, Новий Кавенчин, Пуща-Марянська.